# Militärflugplatz Tschernjachowsk

i7
i11
i13
Der Militärflugplatz Tschernjachowsk (russisch аэродром Черняховск) ist ein Stützpunkt der russischen Seeflieger der Baltischen Flotte. Er liegt im südwestlichen Zipfel der Stadt Tschernjachowsk/Insterburg im Rajon Tschernjachowsk des Oblast Kaliningrad.
Der Militärflugplatz entstand in den 1930er Jahren für die Luftwaffe der Wehrmacht als Fliegerhorst Insterburg im damaligen Ostpreußen.
Nach der 1945 erfolgten Angliederung des nördlichen Ostpreußens an die damalige RSFSR diente das Areal bis heute als Militärflugplatz. Hier war zuletzt das mit je einer Staffel Su-24 und Su-30 ausgerüstete 4. Garde-Marinefliegerangriffsregiment stationiert, das zur 34. Gemischten Fliegerdivision der Baltischen Flotte gehörte.

## Geschichte
Der Fliegerhorst wurde Mitte der 1930er Jahre auf dem Gelände eines schon seit 1928 bestehenden Zivilflugplatzes angelegt. Mit dem Einzug der Fliegerhorstkommandantur am 1. Oktober 1936 begann offiziell der militärische Flugbetrieb. An der südlichen Grenze des Fliegerhorstes befanden sich fünf große Flugzeughangars, während ein großer Reparaturhangar westlich des Start- und Landebahn stand. Im Süden waren auch weitere Wirtschafts- und Unterkunftsgebäude vorhanden. Als erste fliegende Einheit war hier, ab Oktober 1936, die Aufklärungsgruppe 111 stationiert. Ab 1939 befand sich die Stuka-Schule Insterburg hier, die später in Stukaschule 1 umbenannt wurde. Auch lag hier seit November 1940 die BFS 7 (Blindflugschule) und später die BFS 9. Von September 1943 bis August 1944 hatte der Jagdfliegerführer Ostpreußen sein Hauptquartier am Platz.
Die folgende Tabelle zeigt eine Auflistung ausgesuchter fliegender aktiver Einheiten (ohne Schul- und Ergänzungsverbände) der Luftwaffe der Wehrmacht die hier zwischen 1936 und 1945 stationiert waren.
| Von            | Bis            | Einheit                                                | Ausrüstung                                 |
| -------------- | -------------- | ------------------------------------------------------ | ------------------------------------------ |
| Oktober 1936   | September 1937 | Aufkl.Gr. 111 (Aufklärungsgruppe 111)                  | Heinkel He 45, He 46                       |
| November 1938  | April 1939     | I./St.G. 160 (I. Gruppe des Sturzkampfgeschwaders 160) | Henschel Hs 123, Junkers Ju 87B            |
| Mai 1939       | Oktober 1939   | I./St.G. 1                                             | Junkers Ju 87B                             |
| Juli 1941      | August 1941    | II./JG 53 (II. Gruppe des Jagdgeschwaders 53)          | Messerschmitt Bf 109F                      |
| September 1941 | Oktober 1941   | II./KG 1 (II. Gruppe des Kampfgeschwaders 1)           | Junkers Ju 88A                             |
| April 1942     | Mai 1942       | III./KG 1                                              | Junkers Ju 88A-5                           |
| Januar 1943    | Juli 1943      | IV./NJG 5 (IV. Gruppe des Nachtgeschwaders 5)          | Junkers Ju 88C-6                           |
| August 1943    | Mai 1944       | V./NJG 5                                               | Messerschmitt Bf 110G-4                    |
| Juli 1944      | August 1944    | III./SG 2 (III. Gruppe des Schlachtgeschwaders 2)      | Junkers Ju 87D-5                           |
| August 1944    | September 1944 | Stab, III./SG 1                                        | Focke-Wulf Fw 190F-8, Fw 190G-8            |
| August 1944    | September 1944 | I./SG 10                                               | Focke-Wulf Fw 190F-8                       |
| September 1944 | Oktober 1944   | Stab, I./SG 4                                          | Focke-Wulf Fw 190F-8, Fw 190F-3, Fw 190G-8 |
| November 1944  | Januar 1945    | III./JG 51                                             | Messerschmitt Bf 109G-6, Bf 109G-14        |
| Januar 1945    | Januar 1945    | Stab, II./JG 1                                         | Focke-Wulff Fw 190A-8                      |

Am 22. Januar 1945 besetzten sowjetische Truppen das Gelände des Fliegerhorstes. Seit 1945 gehört Insterburg, das 1946 in Tschernjachowsk (russisch Черняховск) umbenannt wurde, zur russischen Oblast Kaliningrad.